# جايسون روبنسون
جايسون روبنسون (24 مارس 1965 في المملكة المتحدة - )  (بالإنجليزية: Jason Robinson)‏ هو لاعب كريكت بريطاني. لعب مع Herefordshire County Cricket Club ‏.